# Vlagyiszlav Mihajlovics Artyemjev
Vlagyiszlav Mihajlovics Artyemjev (oroszul: Владисла́в Миха́йлович Арте́мьев) (Omszk, 1998. március 5. –) (a nemzetközi szakirodalomban Vladislav Artemiev) orosz sakkozó, nemzetközi nagymester, csapatban világbajnok (2019), egyéniben Európa-bajnok (2019), U14 Európa-bajnoki bronzérmes (2011), Oroszország U20 junior bajnoka (2013), junior világbajnoki ezüstérmes (2016), villámsakk-Európa-bajnok (2018).

## Sakkpályafutása
1998. március 5-én született a délnyugat szibériai Omszkban. Hétéves korában kezdett el sakkozni. Első FIDE-értékszámát 10 éves korában szerezte, amely akkor 2046 volt. Néhány hónappal később ezt tovább növelte, amikor Omszk nyílt bajnokságának elődöntőjében 9 játszmából 5,5 pontot ért el. A bajnokság döntőjében 11 játszmából 7,5 ponttal a 40 résztvevős mezőnyben holtversenyben a harmadik helyet szerezte meg. 2010-ben a Vorozezh Masters versenyen 50%-os eredményt ért el az átlagsan 150 Élő-ponttal erősebb ellenfelekkel szemben. Ebben az évben holtversenyes első lett a Petrovskaya Ladya nyílt versenyen. 2011-ben a második helyet szerezte meg Oroszország U14 korosztályos bajnokságán.
2011-ben az U14-es sakk-Európa-bajnokságon bronzérmet szerzett. Két alkalommal nyerte meg a Vanya Somov emlékére rendezett „ifjú sakkcsillagok” World’s Youth Stars versenyét, 2012-ben és 2013-ban.
Első nemzetközi mesteri normateljesítését 2011-ben a Botvinnik-emlékversenyen érte el, nem egészen 13 és fél éves korában. Ugyancsak ebben az évben teljesítette először a nagymesteri normát is, amikor megnyerte a IX-es kategóriájú 2. Mengyelejev értékszámszerző versenyt. A nagymesteri normát másodszor 2012-ben, alig 14 évesen érte el a Pavlodar Openen. A nemzetközi mester címhez szükséges normát harmadszor 2012 februárjában az Aeorflot Open B versenyén teljesítette.
2013-ban a második helyen végzett Szibéria bajnokságán, majd 15 évesen megnyerte Oroszország U21 korosztályos junior bajnokságát. Ebben az évben ő vezette az U16-os világranglistát.
2014-ben megnyerte az Andranik Margaryan-emlékversenyt, és 2869-es teljesítményértékkel, két pont előnnyel megelőzve a második helyezettet végzett az élen a Moscow Open Student Grandmaster Cup versenyén.
2014-ben kapta meg a nagymester címet, miután a korábbi két normateljesítése mellé  még két alkalommal érte el a szükséges pontokat.
2015-ben megnyerte a Georgi Agzamov-emlékversenyt, Ugyanezen év júliusában megelőzve a 2014-es Európa-bajnok Alekszandr Motiljevet az első helyen végzett az orosz sakkbajnokság legfelsőbb ligájában, ezzel kvalifikálta magát az orosz bajnokság szuperdöntőjébe. A szuperdöntőben kilenc játszmából 5,5 ponttal a holtversenyes 4. helyet szerezte meg.
2016-ban holtversenyben az első helyen végzett a Lake Sevan versenyen, és ezüstérmet szerzett az U20 korosztályos junior sakkvilágbajnokságon.
2016 októberében igen erős mezőnyben 2,5 pont előnnyel nyerte meg Oroszország villámsakk-bajnokságát, amely címét egy évvel később megvédte. 2017. decemberben aranyérmet szerzett az IMSA Elite Mind Games villámversenyén.
2018. februárjában lépte át Élő-pontszámával a 2700-as határt, amikor az Aeroflot Open A-versenyén a 92 induló közül a 6. helyen végzett. 2018. decemberben megnyerte a villámsakk Európa-bajnokságot.
2019 januárjában megnyerte a Gibraltar Chess Festivalt.

### Eredményei a világbajnoki versenysorozatokon
2014-ben a felnőtt mezőnyben az Európa-bajnokságon kvalifikációt szerzett a 2015-ös sakkvilágkupán való rszvételre, ahol a második körig jutott. A 2017-es Európa-bajnokságon elért eredményével vehetett részt a 2017-es sakkvilágkupán, ahol a harmadik körben esett ki.
2019-ben megnyerte a Sakk-Európa-bajnokságot.

### Eredményei csapatban
2019-ben tagja volt a sakk-csapatvilágbajnokságon szereplő orosz válogatottnak, amellyel csapatban és egyéni teljesítményével is aranyérmet szerzett.
2012-ben és 2013-ban az U16 korosztályos sakkolimpián szerepelt Oroszország válogatottjában, amellyel 2012-ben csapatban arany-, egyéni teljesítményével pedig ezüstérmet szerzett, 2013-ban a csapattal ezüstérmes lett.
Az orosz sakkcsapat-bajnokság premier ligájában 2017-ben csapatának, a Ladya Kazannak az első tábláján a mezőny legjobb eredményét érte el.